# Megascops guatemalae
Megascops guatemalae е вид птица от семейство Совови (Strigidae).

## Разпространение
Видът е разпространен в Белиз, Гватемала, Мексико, Никарагуа и Хондурас.